# 国際アーカイブズ評議会
国際アーカイブズ評議会（こくさいあーかいぶずひょうぎかい、英語: The International Council on Archives; フランス語: Conseil international des archives; 略称はICA) は、アーカイブズ（記録資料・文書館）とそれを扱う専門家であるアーキビスト達の国際協力を推進するための国際非政府組織である。国際公文書館会議、国際文書館評議会、国際文書館会議（こくさいもんじょかんかいぎ、こくさいぶんしょかんかいぎ）ともいわれる。1948年に当時のフランス国立公文書館館長シャルル・サマランを会長として設立され、国内外の組織、専門家のグループ及び個人を会員とするものだった。2015年には、199の国と地域のおよそ1400機関を会員としている。評議会のミッションは、世界のアーカイブズの保存、発展、利用の促進にある。
ICAはユネスコと密接に連携しており、戦争や自然災害で脅威にさらされた世界の文化遺産を保護している、デン・ハーグに本拠地を持つブルーシールド国際委員会の創設メンバーでもある。

## ミッションステートメント
ICAのミッションステートメントは次の通り。「国際アーカイブズ評議会（ICA）は、世界中の記録資料専門家たちを通じて、記録資料の効果的管理と世界の記録遺産の保存、修復、利用に寄与する。 アーカイブは途方もなく素晴らしい資源である。それは人間の活動の記録的副産物であり、それゆえ過去のイベントのかけがえのない証人であり、民主主義の土台、個人とコミュニティの主体性、そして人権を支えている。しかしそれはまた脆弱で、壊れやすいものでもある。ICAはアーカイブを保護しアクセスを継続するために、擁護活動、基準の設定、専門性の開発、そしてアーキビストと政策立案者、アーカイブの創作者と利用者との対話を促進している。ICAは中立の非政府組織で、会員が資金提供し、様々な種類の会員の活動によって運営されている。ICAは60年以上にわたって、世界中のアーカイブ機関や実務家をつないでアーカイヴの良質な管理と記録遺産の物理的保護を提唱し、評判の高い基準や最良の実践を作り上げ、国境を越えた対話、交流、知識と経験の交換を奨励してきている。」

## 組織
ICAには、カリブ海支部（CARBICA）、東南アフリカ支部（ESARBICA）、南西アジア支部（SWARBICA）、東アジア地域支部（EASTICA）、欧州支部（EURBICA）、太平洋地域支部（PARBICA）など、多様なレベルの活動を行っている13の地域支部がある。北米支部（NAANICA）は、アメリカ・アーキビスト協会およびカナダ・アーキビスト協会の会合に参加し、それを「実質的に」運営している。 ICAの12の専門部会は組織のアーカイブ資料と活動を担っており、それにはアーカイブズ教育部会（SAE）、アーカイブズと人権部会（SAHR）、建築記録部会（SAR）、ビジネス・アーカイブズ部会（SBA）、文学芸術アーカイブズ部会（SLA）、地域アーカイブズ部会（SLMT）、スポーツ・アーカイブズ部会（SPO）、議会政党アーカイブズ部会（SPP）、大学研究機関部会（SUV）などがある。
本部はパリ3区のル・マレ地区、フラン＝ブルジョワ通り、フランス国立公文書館の敷地内にある。
メンバーには国境なきアーキビストのグループも含まれる。

## 活動
ICAはレビュー誌『コンマ Comma』を年に1、2回発行しており、国連公用語とドイツ語の記事が掲載されている。
4年ごとに、ICAはアーカイブズ国際会議を主催している。近年では、ウィーン（2004年）、クアラルンプール（2008年）、ブリスベン（2012年）、そしてソウル（2016年）で開かれている。次のアーカイブズ国際会議はアブダビで2023年に開かれる（本来2020年開催だったのが新型コロナウイルス感染症の世界的流行で延期された）。2011年まで、ICAはアーカイブズについての国際ラウンドテーブル（CITRA）を開催し、各国の国立公文書館長、各国の専門団体の長、そしてICAの支部と部会長が集っていた。直近3回のCITRAはマルタ（2009年）、ノルウェーのオスロ（2010年）、そしてスペインのトレド（2011年）であった。トレドでのCITRAの後、ICAはCITRA会議を年次大会に変更した。最初の3回はヨーロッパで開かれており、ブリュッセル（2013年）、ジローナ（2014年）、そしてレイキャビク（2015年）であった。その後は2017年にメキシコシティー、2018年にカメルーンのヤウンデ、2019年にオーストラリアのアデレード、そして2022年にローマで開催され、2023年には延期された4年に1度のアーカイブズ国際会議の前にアブダビで、さらに2025年にはバルセロナで開催されることになっている。

### ISAD(G)
1993年に、ICAは最初のISAD(G) (General International Standard Archival Description)（国際標準記録資料記述：一般原則）の最初の草案を承認したが、これは組織や個人や家族によって作成される記録資料の検索のための登録台帳の基準要素となることを目指している。
ISAD(G)2として知られる改訂版は、2000年に発行された。